# ويزلي فراي
ويزلي فراي (بالإنجليزية: Wesley Fry)‏ هو لاعب كرة قدم أمريكية أمريكي، ولد في 10 ديسمبر 1902 في هارتلي في الولايات المتحدة، وتوفي في 11 نوفمبر 1970.

## وصلات خارجية
- ويزلي فراي على موقع مرجع كرة القدم المحترفة.كوم (الإنجليزية)